# Papuamyr
Papuamyr – rodzaj pająków z rodziny skakunowatych i podrodziny Salticinae. Obejmuje dwa opisane gatunki. Występują endemicznie na Nowej Gwinei.

## Morfologia
Zmierzone samce osiągały od 1,31 do 1,52 mm długości karapaksu i od 1,23 do 1,41 mm długości opistosomy (odwłoka). W przypadku samic karapaks miał od 1,13 do 1,41 mm długości, a opistosoma od 1,46 do 1,54 mm długości. Ciało jest silnie wydłużone, zaopatrzone w smukłe odnóża. Karapaks jest pomiędzy oczami pary tylno-środkowej a oczami pary tylno-bocznej lekko wklęśnięty, wskutek czego te ostatnie umieszczone są na wzgórkach. Oczy par środkowych rozmieszczone są na planie dłuższego niż szerszego czworokąta. Podobnie jak u rodzaju Leviea, a przeciwnie niż u rodzaju Agorioides na członie podstawowym (paturonie) szczękoczułków u samców występuje ostroga ektalna. Szczękoczułki samców są ustawione pionowo i wykrojone. Nogogłaszczki samców mają zaokrąglony, bocznie skompresowany bulbus ze stosunkowo długą apofizą retrolateralną oraz charakterystycznym, skomplikowanym zagięciem na embolusie.

## Ekologia i występowanie
Oba gatunki występują endemicznie na Nowej Gwinei, u podnóży Górach Centralnych. Znane ich stanowiska znajdują się w Papui-Nowej Gwinei, na terenie prowincji Southern Highlands i Madang. Spotykane są na wysokościach od 570 do 700 m n.p.m. Zasiedlają nizinne lasy mieszane i wiecznie zielone lasy mieszane. Bytują w piętrze podszytu.

## Taksonomia
Takson ten wprowadzony został w 2019 roku przez Wayne’a P. Maddisona i Tamása Szűtsa w ramach rewizji skakunowatych z plemienia Myrmarachnini zamieszkujących Papuę-Nową Gwineę opublikowanej na łamach ZooKeys. Nazwa rodzajowa to połączenie wyrazu „Papua” z pierwszymi literami nazwy rodzaju Myrmarachne.
Do rodzaju tego należą dwa opisane gatunki:
- Papuamyr omhifosga Maddison et Szűts, 2019
- Papuamyr pandora Maddison et Szűts, 2019

Według wyników przeprowadzonej przez Maddisona i Szűtsa molekularnej analizy filogenetycznej rodzaj Papuamyr zajmuje w obrębie podplemienia Levieina pozycję siostrzaną dla rodzaju Agorioides, tworząc wraz z nim klad siostrzany dla rodzaju Leviea.